# Anomalon yoshiyasui
Anomalon yoshiyasui är en stekelart som beskrevs av Kusigemati 1985. Anomalon yoshiyasui ingår i släktet Anomalon och familjen brokparasitsteklar. Inga underarter finns listade i Catalogue of Life.